# شاين روس
شاين روس (بالإنجليزية: Shane Ross)‏ هو صحفي وتاجر أسهم وسياسي أيرلندي، ولد في 11 يوليو 1949 في دبلن في جمهورية أيرلندا.

## مناصب
- انتخب وزير النقل والسياحة والرياضة [الإنجليزية]‏ (6 مايو 2016 – ).
- انتخب عضو مجلس الشيوخ من أيرلندا عن دائرة Dublin University (constituency) [الإنجليزية]‏ وقد انضم خلال فترته النيابية ‏ (8 أكتوبر 1981 – 15 أبريل 1982)  للكتلة البرلمانية مستقل.
- انتخب عضو مجلس الشيوخ من أيرلندا عن دائرة Dublin University (constituency) [الإنجليزية]‏ وقد انضم خلال فترته النيابية ‏ (13 مايو 1982 – 21 ديسمبر 1982)  للكتلة البرلمانية مستقل.
- انتخب عضو مجلس الشيوخ من أيرلندا عن دائرة Dublin University (constituency) [الإنجليزية]‏ وقد انضم خلال فترته النيابية ‏ (23 فبراير 1983 – 3 أبريل 1987)  للكتلة البرلمانية مستقل.
- انتخب عضو مجلس الشيوخ من أيرلندا عن دائرة Dublin University (constituency) [الإنجليزية]‏ وقد انضم خلال فترته النيابية ‏ (25 أبريل 1987 – 5 يوليو 1989)  للكتلة البرلمانية مستقل.
- انتخب عضو مجلس الشيوخ من أيرلندا عن دائرة Dublin University (constituency) [الإنجليزية]‏ وقد انضم خلال فترته النيابية ‏ (1 أكتوبر 1989 – 17 ديسمبر 1992)  للكتلة البرلمانية مستقل.
- انتخب عضو مجلس الشيوخ من أيرلندا عن دائرة Dublin University (constituency) [الإنجليزية]‏ وقد انضم خلال فترته النيابية ‏ (17 فبراير 1993 – 10 يوليو 1997)  للكتلة البرلمانية مستقل.
- انتخب عضو مجلس الشيوخ من أيرلندا عن دائرة Dublin University (constituency) [الإنجليزية]‏ وقد انضم خلال فترته النيابية ‏ (17 سبتمبر 1997 – 26 يونيو 2002)  للكتلة البرلمانية مستقل.
- انتخب عضو مجلس الشيوخ من أيرلندا عن دائرة Dublin University (constituency) [الإنجليزية]‏ وقد انضم خلال فترته النيابية ‏ (12 سبتمبر 2002 – 22 يوليو 2007)  للكتلة البرلمانية مستقل.
- في 2016 Irish general election [الإنجليزية]‏، انتخب نائب دييل عن دائرة Dublin Rathdown (Dáil constituency) [الإنجليزية]‏ وقد انضم خلال فترته النيابية [الإنجليزية]‏ (10 مارس 2016 – )  للكتلة البرلمانية مستقل.
- في الانتخابات العمومية الأيرلندية 2011 [الإنجليزية]‏، انتخب نائب دييل عن دائرة Dublin South (Dáil constituency) [الإنجليزية]‏ وقد انضم خلال فترته النيابية [الإنجليزية]‏ (9 مارس 2011 – 3 فبراير 2016)  للكتلة البرلمانية مستقل.
- انتخب عضو مجلس الشيوخ من أيرلندا عن دائرة Dublin University (constituency) [الإنجليزية]‏ وقد انضم خلال فترته النيابية ‏ (23 يوليو 2007 – 25 فبراير 2011)  للكتلة البرلمانية مستقل.

## وصلات خارجية
- الموقع الرسمي